# Jiřina Třebická
Jiřina Třebická, rozená Procházková (1. listopadu 1930 Praha – 23. ledna 2005 Praha), byla česká herečka a tanečnice, někdejší manželka divadelního režiséra Karla Jiřího Třebického (1930–2006). Jejím švagrem byl zpěvák a hudebník Petr Třebický.

## Život
Svou profesní kariéru začínala nejprve jako tanečnice v oblastních divadlech. Od roku 1947 vystupovala v městských divadlech v Mostě (1947–1948) a Českých Budějovicích (1948–1953), poté přešla do Ostravy kde od roku 1953 působila v činoherním souboru Divadla Petra Bezruče. Setrvala zde až do roku 1965, kdy společně s hercem a režisérem Janem Kačerem a dalšími kolegy spoluzakládala pražský Činoherní klub, kde byla ve stálém angažmá až do roku 1993, pohostinsky zde vystupovala ještě v roce 2000. 
Spolupracovala také s filmem a televizí. Poslední rolí byla matka majitele bazaru ve filmu Horem pádem (2004) od režiséra Jana Hřebejka. Ve stáří trpěla zlomeninami končetin a po zlomenině krčku stehenní kosti jí musela být amputována noha.
Jejím druhým manželem byl scénograf Luboš Hrůza (1933–2008). Manželství s Hrůzou se rozpadlo po jeho emigraci v roce 1968 do Norska. Jejím životním partnerem byl poté i herec Josef Somr.
Její dcerou je malířka a ilustrátorka Marcela Sidonová, která byla nucena odejít s dětmi Jakubem a Halkou do emigrace po akci Asanace. Zeti Jiřiny Třebické byli písničkář, malíř a spisovatel Vlastimil Třešňák a český židovský rabín Karol Sidon. Třebické vnoučata Halka Třešňáková a Daniel Sidon pokračují v herecké tradici. Hercem je i Halčin manžel Tomáš Jeřábek.